# Эбришем
Эбрише́м или Баге-Эбрише́м (перс. ابریشم‎) — город в центральном Иране, в провинции Исфахан. Входит в состав шахрестана Фелаверджан.
Эбришем (ابریشم) переводится на русский язык с фарси как «шёлк».

## География
Город находится в юго-западной части Исфахана, в гористой местности восточного Загроса, на высоте 1606 метров над уровнем моря.
Эбришем расположен на расстоянии приблизительно 6 километров к юго-западу от Исфахана, административного центра провинции и на расстоянии 340 километров к югу от Тегерана, столицы страны. Ближайший гражданский аэропорт расположен в городе Исфахан.

## Население
По данным переписи, на 2006 год население составляло 19 406 человека.
В национальном составе преобладают персы, в конфессиональном — мусульмане-шииты.